# Povolgia
Povolgia (în rusă: Поволжье) este o regiune istorică din Rusia, care cuprinde teritoriile adiacente cursului fluviului Volga. Regiunea Povolgiei, este de obicei, subdivizată în regiunea Volga Superioară, regiunea Volga Mijlocie  și regiunea Volga inferioară. În Federația Rusă de astăzi, Povolgia este asociată cu Districtul Federal Povolgia și regiunea economică Povolgia.